# Baghdad (ep)
Baghdad het debuut-ep van de Amerikaanse punkrockband The Offspring, uitgebracht op 15 mei 1991. De ep wordt niet meer gedrukt, maar er werden in de eerste week na verschijnen 3000 exemplaren van verkocht. Hoewel Baghdad nooit in zijn geheel op cd is uitgebracht, werd één nummer uitgebracht op een compilatiealbum: Baghdad werd uitgebracht op Rock Against Bush, Vol. 1 in 2004. Op de officiële website van de band staat Baghdad niet meer in de discografie (waar sinds juli 2013 alleen de studioalbums en het compilatiealbum Greatest Hits op staan).

## Achtergrond
Op de ep staat een eerdere versie van "Get It Right", waarvan een latere versie op het tweede studioalbum Ignition uit 1992 verscheen. Het titelnummer "Baghdad" was een heruitgave van het nummer "Tehran", dat op het debuutalbum The Offspring uit 1989 staat. In het nummer is de naam Tehran (de hoofdstad van Iran) verwisseld met Baghdad (de hoofdstad van Irak). Verder bevat het nummer een coverversie van Hey Joe van Billy Roberts (een andere versie dan de cover die op de single "Gone Away" staat) en het niet eerder uitgebrachte "The Blurb" (dat niet op verdere toekomstige opnamen zou voorkomen) diende als basis voor een vroege versie van "Genocide", evenals "Change the World".

## Nummers
| No. | Titel                         | Schrijvers    | Looptijf |
| --- | ----------------------------- | ------------- | -------- |
| 1.  | "Get It Right"                |               | 3:07     |
| 2.  | Hey Joe (Billy Roberts cover) | Billy Roberts | 2:38     |
| 3.  | "Baghdad"                     |               | 3:17     |
| 4.  | "The Blurb"(instrumentaal)    |               | 1:59     |

## Betrokkenen
- Dexter Holland - zang
- Noodles - gitaar, achtergrondzang
- Greg K. - basgitaar, achtergrondzang
- Ron Welty - drums